# Klaus an der Pyhrnbahn
Klaus an der Pyhrnbahn est une commune autrichienne du district de Kirchdorf en Haute-Autriche.